# Moby Tommy
Le Moby Tommy est un navire mixte de la compagnie italienne Moby Lines. Construit entre 2001 et 2002 par les chantiers sud-coréens Samsung Heavy Industries de Geoje pour la compagnie grecque Minoan Lines sous le nom de Ariadne Palace (Αριάδνη Παλάς, Ariádni Palás), il est mis en service en novembre 2002 entre la Grèce et l'Italie. Vendu en 2006 à Moby Lines, il est rebaptisé Moby Tommy et affecté à partir de mai 2007 entre l'Italie continentale et la Sardaigne. De 2017 à 2024, il est exploité sous les couleurs de la compagnie Tirrenia, marque sœur de Moby. Depuis 2024, le navire est retourné sur le chantier de Gênes en arrêt technique, pour être repeint de nouveau sous les couleurs de Moby Lines.

## Histoire

### Origines et construction
Depuis la seconde moitié des années 1990, les compagnies grecques Minoan Lines et Superfast Ferries se livrent une rude concurrence sur les lignes entre la Grèce et l'Italie. Superfast avait en effet révolutionné cette desserte dès 1995 en mettant en service deux car-ferries de dernière génération, alliant les dimensions et le confort d'un ferry classique à une vitesse élevée proche de celle d'un navire à grande vitesse, qui ont immédiatement rencontré un succès important.
Afin de se prémunir contre l'arrivée de Superfast, Minoan avait aussi fait construire un navire neuf, l‘Aretousa, également mis en service en 1995. Mais malgré ses dimensions légèrement supérieures, sa vitesse se révèlera inférieure à celle de ses concurrents. Cela sera cependant corrigé avec la mise en service de deux sister-ships améliorés, l‘Ikarus en 1997 et le Pasiphae en 1998, capables d'atteindre des vitesses équivalentes à celles des navires de Superfast, ce à quoi cette dernière répondra avec deux nouveaux car-ferries en 1998 et l'annonce de la construction de futures unités à court terme.
Ainsi, dès 1998, Minoan Lines annonce un important programme de renouvellement de sa flotte à la hauteur de 900 millions de dollars. Sept navires sont ainsi prévus à l'horizon 2002, deux sont destinés à assurer la liaison entre Le Pirée et la Crète tandis que les cinq autres seront exploité dans l'Adriatique. Les navires prévus pour l'Adriatique sont divisés en deux séries, la première axée sur le transport des passagers et la deuxième sur le transport du fret. La construction de ces derniers, baptisés Prometheus, Oceanus et Ariadne en référence aux personnages de la mythologie grecque Prométhée, Océan et Ariane est confiée aux chantiers sud-coréens Samsung Heavy Industries.
Leur conception est davantage orientée vers le transport de fret, ainsi, les sister-ship sont pourvus d'un spacieux garage sur deux niveaux spécialement aménagé pour le transport des remorques. Les aménagements dédiés aux passagers offrent malgré tout un niveau de confort élevé, comprenant notamment un bar, un restaurant, une piscine extérieure ainsi qu'une centaine de cabines avec sanitaires. Ces navires sont prévus pour naviguer à des vitesses de plus de 30 nœuds et leur appareil propulsif est l'un des plus sophistiqués au monde. Enfin, leurs dimensions sont relativement élevée avec une longueur de 212 mètres pour 25 mètres de large.
Dernier navire de la série, l‘Ariadne est mis sur cale le 28 mai 2001 et lancé le 18 août suivant. De conception identique à celle de ses aînés, il bénéficie cependant d'un ajout par rapport à eux avec l'aménagement de cabines supplémentaires à l'arrière. Après plus d'un an de finitions, il est livré à Minoan Lines le 9 octobre 2002.

### Service

#### Minoan Lines (2002-2006)

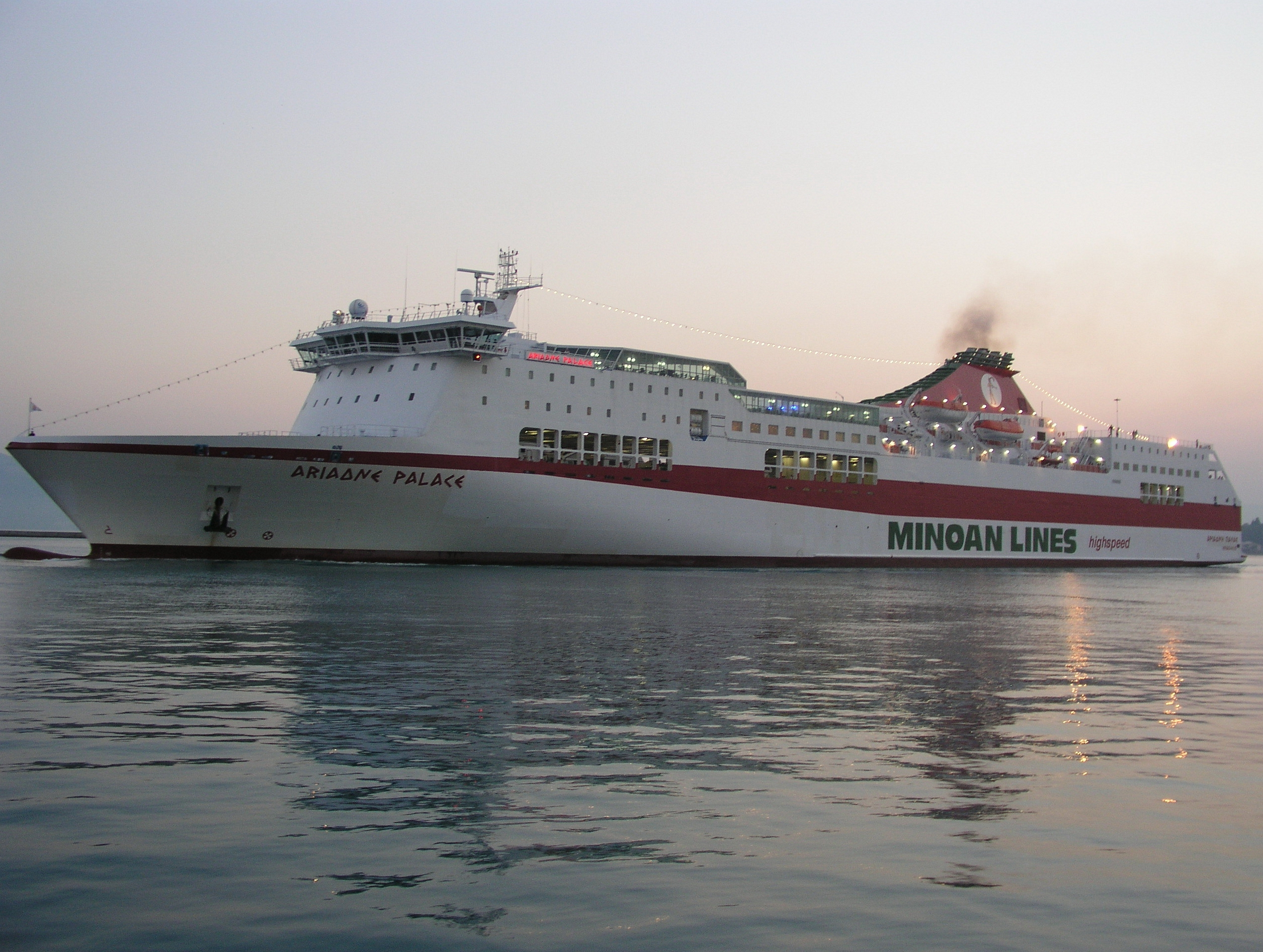
L‘Ariadne Palace sous les couleurs de Minoan Lines.

Peu de temps après sa livraison, l‘Ariadne quitte la Corée du Sud pour rejoindre la Méditerranée. Arrivé en Grèce, il est présenté au public à Héraklion le 26 octobre. Il débute ensuite sa carrière commerciale le 14 novembre 2002 sur la ligne Patras - Igoumenítsa - Venise.
Malgré leurs performances, la construction de ces navires a provoqué chez Minoan Lines un important endettement, si bien que le Prometheus et l‘Oceanus sont vendus trois ans à peine après leur mise en service. Conservé dans un premier temps, l‘Ariadne Palace sera retiré à son tour en 2006 et cédé en septembre à la compagnie italienne Moby Lines. Déplacé au mois d'août entre Patras, Igoumenítsa et Ancône, il achève sa dernière traversée pour Minoan Lines le 28 novembre.

#### Moby Lines (depuis 2006)

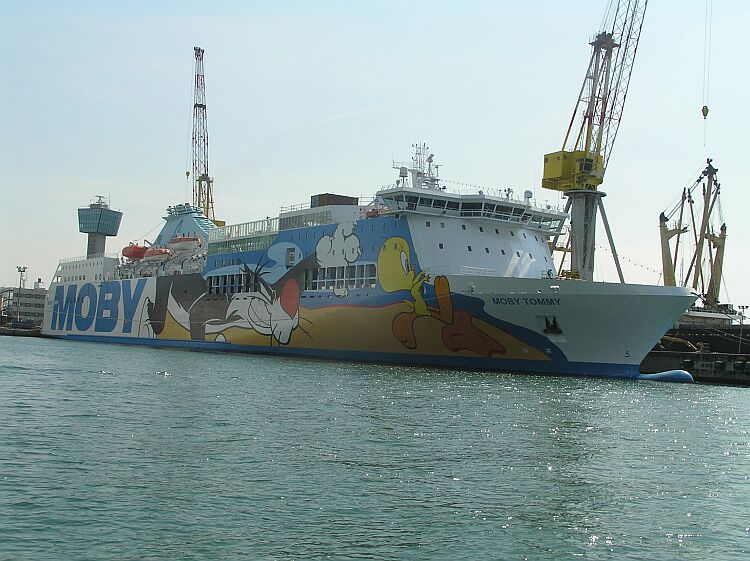
Le Moby Tommy avant les transformations de 2016.

Réceptionné à Perama par son nouveau propriétaire, le navire est renommé Moby Tommy le 19 décembre 2006. Après avoir quitté la Grèce le 21 novembre pour rejoindre l'Italie, il arrive à Gênes trois jours plus tard et entre aux chantiers afin de bénéficier de quelques travaux de transformations. Outre la réfection des locaux existants, un nouveau bar est ajouté sur le pont 7 et le navire est repeint aux couleurs de Moby avec notamment une livrée représentant des personnages issus des Looney Tunes.
À l'issue des transformations, le Moby Tommy est mis en service au mois de mai 2007 entre l'Italie continentale et la Sardaigne.
Du 9 mars au 24 avril 2012, le navire est affrété par la compagnie TTT Lines qui l'exploite entre Naples et Trapani en Sicile. À l'issue de la saison estivale, il est alors envisagé que le car-ferry rejoigne la flotte de la compagnie Tirrenia, récemment acquise par la société mère de Moby, afin de remplacer le ferry Toscana. En prévision, les logos de Moby et de Tirrenia apparaissent simultanément sur la coque du navire. Toutefois, le navire retournera sous les couleurs de Moby Lines en janvier 2013 afin de pallier une demande concernant le fret sur les lignes sardes après la faillite de l'armateur Armamento Sardo.

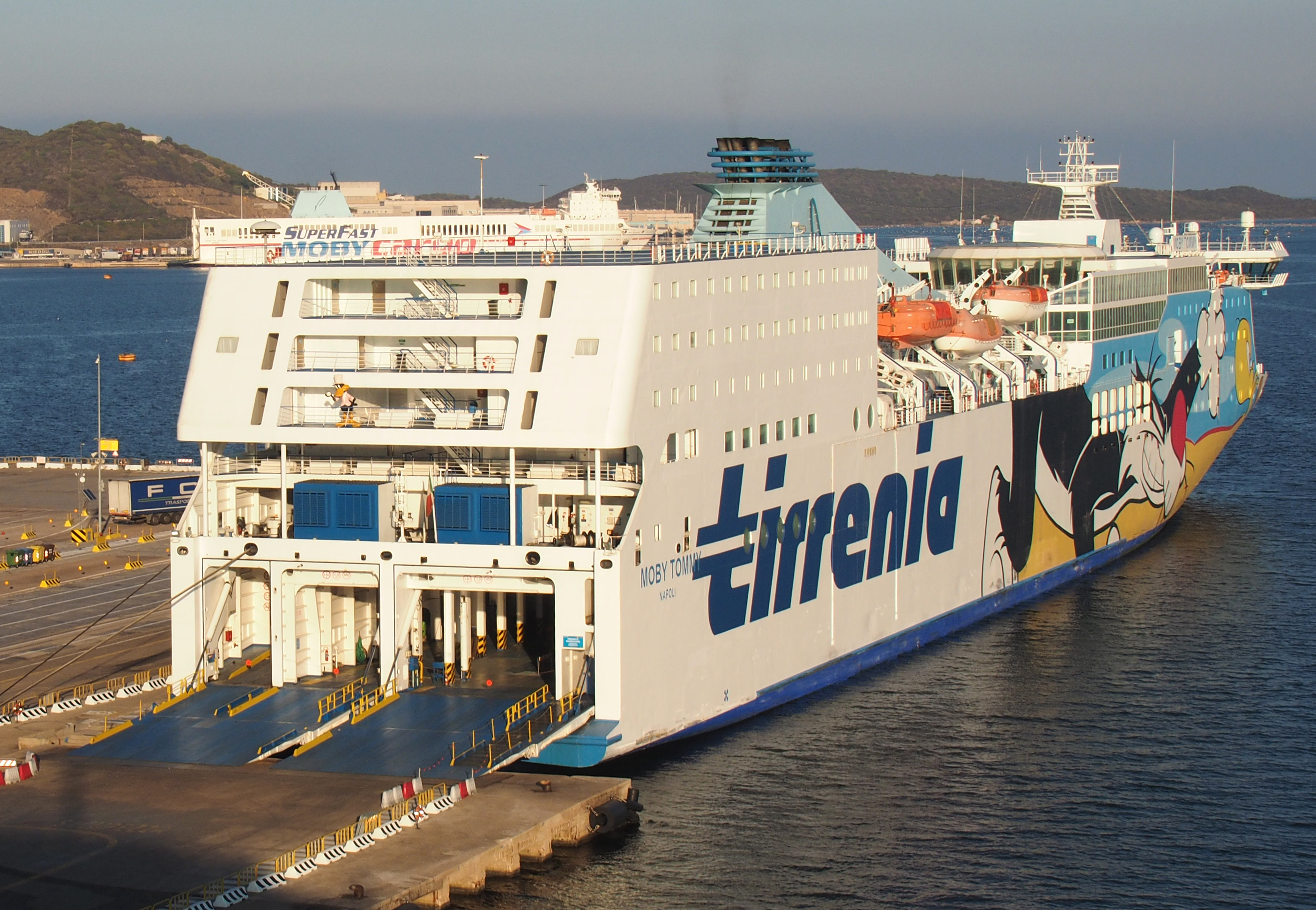
Le Moby Tommy sous les couleurs de Tirrenia en 2017.

En février 2016, le navire rejoint les chantiers Palumbo de Messine en Sicile afin de bénéficier d'une importante refonte consistant notamment en l'adjonction d'un bloc de deux ponts à l'arrière ainsi que la suppression d'une partie du garage supérieur à l'avant pour permettre l'aménagement de nouvelles cabines.
À compter de 2017, le Moby Tommy est transféré au sein de la flotte de Tirrenia.
Le 26 août 2020 vers 17h, alors qu'il réalise sa manœuvre d'accostage à Olbia, le navire entre en collision avec le quai, occasionnant des dégâts mineurs.
Le 5 juin 2025, Le Moby Tommy arrive dans le port d'Ajaccio, pour sa première escale dans la cité impériale.

## Aménagements
Dans sa configuration initiale, le Moby Tommy possédait 8 ponts. Bien que le navire s'étendait en réalité sur 10 ponts, deux d'entre eux étaient absents au niveau du garage afin de permettre au navire de transporter du fret. Les locaux des passagers occupaient les ponts 5, 6 et 7 et les ponts 2, 3 et 4 étaient consacrés aux garages.
Depuis 2016, le navire s'étend sur 10 ponts en raison de l'ajout de nouvelles cabines à la place de la partie avant du garage mais aussi avec l'adjonction d'un bloc à l'arrière. Avec la création d'un nouvel étage entre le pont garage 4 et le pont 5, la numérotation des ponts supérieurs a été décalée.

### Locaux communs
À l'origine, les installations communes de l‘Ariadne Palace sont majoritairement situées sur le pont 5. Le navire dispose d'un bar-salon, d'un restaurant à la carte, d'un restaurant self-service, d'une galerie marchande et d'un casino. Une piscine extérieure avec bar lido est également présente sur le pont 6 et un glacier est situé sur le pont 7.
Situées en grande majorité sur le pont 6 (anciennement désigné comme le pont 5), les installations sont actuellement organisées de la manière suivante :
- Show Lounge, le bar-salon avec une piste de danse situé à l'arrière ;
- Sport Bar, bar diffusant des évènements sportifs situé à l'avant au pont 7 ;
- Achille Onorato, restaurant à la carte situé vers le milieu ;
- Mascalzone Latino, libre-service situé à l'avant du côté bâbord ;
- Admiral Pub, bar à l'anglaise caractérisé par sa décoration boisée très traditionnelle ;

En plus de ces installations, le navire dispose d'un salon, d'une boutique ainsi que d'une salle de jeux pour enfants.

### Cabines
Initialement, le Moby Tommy possédait 180 cabines internes et externes situées sur les ponts 5 et 6, à l'avant du navire mais aussi à l'arrière. La plupart d'entre elles disposent de deux à quatre couchettes et certaines d'un grand lit à deux places. Toutes sont pourvues de sanitaires comprenant douche, WC et lavabo. Un salon d'une centaine de fauteuils est également présent à l'arrière du navire sur le pont 5. Durant les travaux effectués par Moby en 2016, une centaine de nouvelles cabines sont ajoutées à l'arrière mais également à l'avant à la place d'une partie du garage, portant de ce fait le nombre de cabines à 300.

## Caractéristiques
Le Moby Tommy mesure 212 mètres de long pour 25 mètres de large. Son tonnage était à l'origine de 28 007 UMS pavant d'être porté à 32 203 UMS en 2007 puis à 32 302 UMS en 2016. Le navire pouvait initialement accueillir 1 300 passagers et environ 1 000 véhicules ou 122 remorques au niveau de son garage. Depuis 2007, sa capacité est de 2 200 passagers. Le garage est accessible par deux portes rampes situées à la poupe, une troisième de plus petite taille également située à la poupe permet aux passagers piétons de directement rejoindre la réception du navire située au pont 5. La propulsion du Moby Tommy est assurée par quatre moteurs diesels Wärtsilä 12V46C développant une puissance de 49 680 kW entrainant deux hélices faisant filer le bâtiment à une vitesse de 30,5 nœuds, ce qui en fait l'un des navires les plus rapides de sa catégorie. Le navire possède deux embarcations de sauvetage de grande taille, quatre de taille moyenne et une embarcation semi-rigide de secours ainsi que plusieurs radeaux de sauvetage. Il est également équipé de deux propulseurs d'étrave, un propulseur arrière et un stabilisateur anti-roulis.

## Lignes desservies
Pour Minoan Lines, le navire a assuré de 2002 à 2006 la liaison entre la Grèce et l'Italie sur la ligne Patras - Igoumenitsa - Venise puis Patras - Igoumenitsa - Ancône d'août à novembre 2006.
Depuis 2007, le navire est affecté aux lignes entre le continent italien et la Sardaigne, en particulier Piombino - Olbia et Civitavecchia - Olbia, tout d'abord sous les couleurs de Moby Lines puis de Tirrenia à partir de 2017. Durant l'été 2022, il est positionné entre Gênes et Porto Torres.

## Sister-ships
- Zeus Palace : mis en service en 2001 sous le nom de Prometheus pour Minoan Lines, naviguant actuellement pour le compte du groupe italien Grimaldi Lines sous le nom de Zeus Palace. Il navigue actuellement entre Livourne et la Sicile.
- Mega Express Three : mis en service en 2001 sous le nom d‘Oceanus pour Minoan Lines, naviguant actuellement pour le compte du groupe franco-italien Corsica Ferries sous le nom de Mega Express Three. Il navigue actuellement entre le continent italien et français vers la Sardaigne et la Corse.